# Jeu sandbox
Pour les articles homonymes, voir Sandbox.
Le jeu sandbox (« jeu bac à sable » en français) est un genre de jeu vidéo dont le gameplay est non linéaire et émergent, et qui fait principalement appel à la curiosité et à la créativité du joueur, le tout avec ou sans objectif prédéfini.

## Définition
Un jeu orienté sandbox n'a pas forcément d'objectif prédéterminé par le concepteur du jeu. Le joueur est libre d'accomplir les objectifs définis par les développeurs du jeu, ou bien celui qu'il s'est lui-même attribué, à l'aide d'un panel d'outils permettant de modifier le contenu, parfois de manière permanente (jeux sandbox en ligne).
L'objectif du sandbox est de compter sur la créativité du joueur pour atteindre différents objectifs, sans lui imposer de ligne directrice stricte. Ces jeux ont ainsi une grande rejouabilité, augmentant leurs durées de vie, puisque non plus limités à un scénario qui serait initialement prévu par les développeurs, mais par une multitude dépendant de l'imagination et du dévouement de l'ensemble de la communauté des joueurs.

### Modesandbox
Dans un jeu proposant un mode sandbox, le joueur peut désactiver ou ignorer les objectifs du jeu, ou a un accès (éventuellement limité sauf exception comme pour volume) aux composants du jeu. Cette définition peut ainsi englober la marche libre dans un monde ouvert ou un éditeur de niveau.

## Exemple de jeux
- Animal Crossing
- Albion Online
- Besiege
- Caesar
- Caesar II
- Caesar III
- Cities: Skylines II
- Crysis
- DayZ
- Dead Island
- Deus Ex
- Deus Ex: Human Revolution
- Deus Ex: Mankind Divided
- Don't Starve
- Dwarf Fortress
- Dying Light
- EVE Online
- Factorio
- Fallout (série de jeux vidéo)
- Garry's mod
- GeneRally
- Gnomoria
- Grand Theft Auto (saga)
- Hitman
- Just Cause (saga)
- Kerbal Space Program
- Lone Survivor
- Le Maître de l'Olympe : Zeus
- Metal Gear Solid V: The Phantom Pain
- Minecraft
- Morrowind
- No Man's Sky
- Oblivion
- Project Spark
- Project Zomboid
- Roblox
- Robocraft
- Les Sims
- Skyrim
- Starbound
- Star Citizen
- Stonehearth
- Stronghold
- Terraria
- Tiny Glade
- Townscaper
- Valheim
- Volume
- WorldBox
- X³: Terran Conflict